# 杉山奈美枝
杉山 奈美枝（すぎやま なみえ、10月28日 - ）は、シグマ・セブン所属のフリーアナウンサー。前職は仙台放送アナウンサー。1977年仙台放送に入社、1993年に退社。

## 出演番組

### 仙台放送時代
- トークシャワー（フジテレビ、宮城県での中継）
- 情報番組各種ほか

### NHK
- BSフォーラム
- サンデー経済スコープキャスター
- やさしい金融情報

### 日本テレビ
- トヨタECOスペシャル2008
- NNNニュースプラス1（リポーター）

### TBSテレビ
- ビッグモーニング（リポーター）

### フジテレビ
- 笑う通販
- F2スマイル

### テレビ朝日
- テレメンタリー（ナレーション）

### テレビ東京
- ワールドビジネスサテライト
- ウィークエンドサテライト

### BS-i（BS-TBS）
- 侍魂ほか